# Métatarse
Pour les articles homonymes, voir Métatarse (homonymie).

Métatarse

Le métatarse est l'ensemble de cinq os longs du pied : les métatarsiens. Ils s'articulent par leur base avec les os du tarse, et par leur tête avec la base des phalanges proximales des orteils.

## Description

Métatarse (en vert)

Chaque métatarsien se compose de 3 parties : la métaphyse proximale ou base, la diaphyse ou corps et la métaphyse distale ou tête.
La diaphyse est de section triangulaire à base supérieure et légèrement incurvée dans le plan sagittal avec une concavité inférieure.

## Aspect clinique

### Blessures par le sport
Les fractures du métatarse sont fréquentes chez les joueurs de football. Des exemples largement médiatisés de telles blessures sont celle de David Beckham en 2002, de Wayne Rooney (fracture double) en 2006, de Bryan Ruiz, Daniel Opare et André-Pierre Gignac (cinquième métatarsien) en 2012, et de Neymar le 25 février 2018.
Les métatarsiens sont aussi souvent l'emplacement de fractures de stress chez l'homme, étant donné qu'ils supportent une partie du poids du corps.

### Autres pathologies
- Maladie de Freiberg : ostéochondrose intéressant généralement le second métatarsien.
- Pathologie dégénérative : hallux valgus, syndrome du deuxième rayon.
- Pathologie infectieuse : ostéomyélite, ostéite.
- Pathologie tumorale : ostéochondrome...
- Bursite (inter-métatarsienne, sous-métatarsienne).

## Galerie d'images

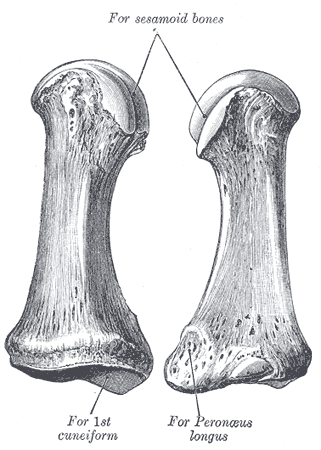
Premier métatarsien gauche
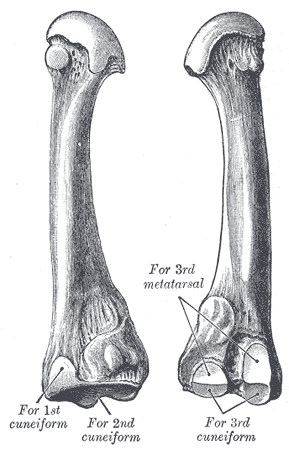
Deuxième métatarsien gauche
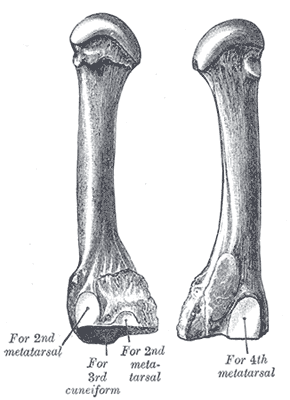
Troisième métatarsien gauche
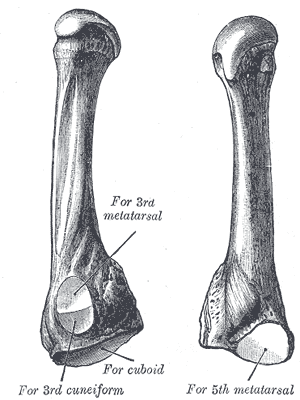
Quatrième métatarsien gauche
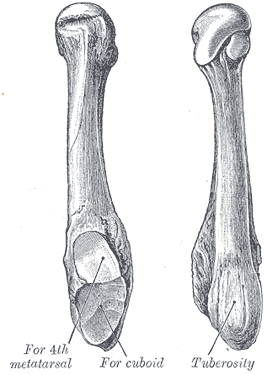
Cinquième métatarsien gauche
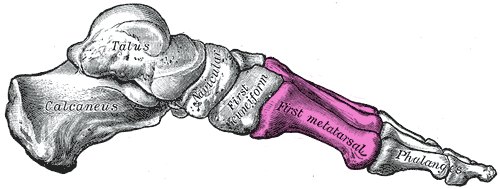
Situation des métatarsiens dans le pied (à droite)
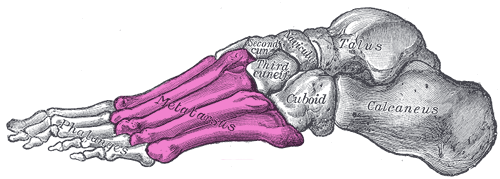
Situation des métatarsiens dans le pied (à gauche)
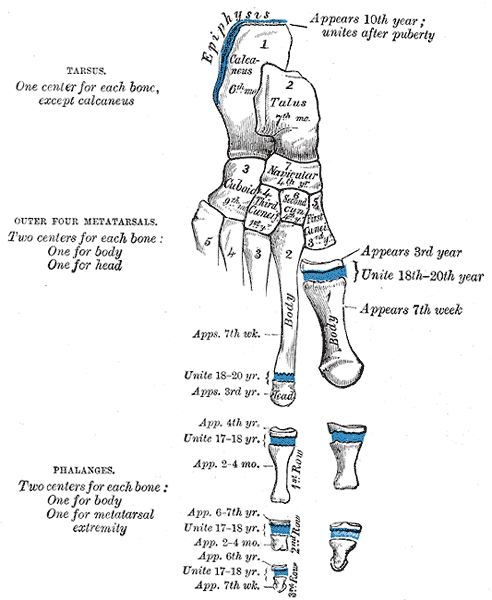
Situation des métatarsiens dans le pied (vus d'en haut)